# Remscheid
Remscheid è una città extracircondariale di 111 770 abitanti della Renania Settentrionale-Vestfalia, in Germania.

## Economia
Fra le aziende con sede a Remscheid una delle più note è la Böker, fondata nel 1898, che realizzò veicoli e componenti tranviari per città europee e sudamericane, e la Vaillant, fondata nel 1874. Molte altre aziende hanno sede a Remschied come Wabeco o Intercable Germania.

## Amministrazione

### Gemellaggi
- Quimper, dal 1971
- Wansbeck, dal 1978
- Pirna, dal 1989
- Prešov, dal 1989

Remscheid intrattiene "legami d'amicizia" (Freundschaftliche Verbundenheit) con:
- Smalcalda